# ريكاردو كواريسما
ريكاردو أندرادي كواريسما برناردو (بالبرتغالية: Ricardo Andrade Quaresma Bernardo) (مواليد 26 سبتمبر 1983) هو لاعب كرة قدم برتغالي يلعب في مركز الجناح مع فيتوريا دي غيماريش الدوري البرتغالي ومنتخب البرتغال لكرة القدم.
بدأ كواريسما مسيرته في سبورتنج لشبونة، ولعب أيضا لبرشلونة، بورتو، إنتر وتشيلسي، وبشكتاش والاهلي الإماراتي. انه يحظى بشعبية نظرا لمهاراته العالية في المراوغة وأسلوبه في اللعب، بما في ذلك رابونا وتريفيلا. مع صفاته من السرعة والجودة العادية التي تسبب مشكلة لدفاعات الخصوم. كان يعد من أفضل اللاعبين في العالم وهو أفضل من يلعب ويسدد بخارج القدم في التاريخ 

## مسيرته الكروية

### سبورتنغ لشبونة
استهل ريكي مساره الرياضي عن طريق سبورتنغ لشبونة قضى فيه سنتين أبان خلاله عن علو كعبه بلعبه 61 مباراة سجل 10 أهداف. مع أن المعادلة تقول أن لكل مميز نصيب، أخذ القدر كواريسما إلى نادي الحلم برشلونة.ولكن قبل ذلك ففي موسم 2000–2001 بدأ كواريسما باللعب مع نادي سبورتنغ لشبونة مع الفريق الرديف، وقد لعب معهم 15 مباراة، وفي الموسم الذي تلاه اختاره المدرب لازلو بولوني في الفريق الأول، وقد لعب 28 مباراة في الدوري سجل 3 أهداف، وقد ساعدهم في الفوز بلقب الدوري البرتغالي وكأس السوبر البرتغالي أمام نادي بورتو، وفي موسم 2002–2003 لعب مع سبورتنغ لشبونة 31 مباراة وسجل خمسة أهداف، ولكن الفريق لم يحقق نتائج طيبة لأن المدرب لا يشرك كريستيانو رونالدو وريكاردو كواريسما في نفس الوقت.في الإجمال سجل 10 اهداف لينتقل إلى برشلونة الإسباني

### برشلونة
في عام 2003، انتقل إلى نادي برشلونة بمبلغ 6 ملايين جنيه إسترليني، ولكنه فشل في فرض نفسه مع النادي الكاتالوني، حيث قد لعب خلال الموسم 10 مباريات كأساسي، ولعب إحدى عشر مرة كلاعب احتياطي، وقدسجل رفقة برشلونة 3 اهداف منها هدف على اسبانيول وهدف آخر على أي سي ميلان الإيطالي، وفي آخر أسابيع الدوري الإسباني، أصيب بإصابة خطيرة في رجلة اليمنى، ولذا لم يشارك في بطولة أوروبا تحت 21 سنة لكرة القدم 2004 في ألمانيا 2004، ولم يشارك في بطولة أمم أوروبا 2004 في البرتغال.
و خلال كأس الأمم الأوروبية 2004 صرح بأنه لن يلعب في نادي برشلونة وفرانك ريكارد مدربا له، وبدأت العديد من الأندية الأوروبية بطلب كواريسما من نادي برشلونة، وقام نادي بورتو بتقديم عرض لشراء كواريسما مقابل ديكو، ولكن كواريسما لم يكن مقتنعا بالعودة إلى البرتغال، ولكنه بدل رأيه بعد حين، وفي 6 يوليو 2004 تم تقديمه في نادي بورتو وقد بلغت صفقة انتقاله 6 ملايين جنيه إسترليني.

### بورتو
بدأ كواريسما موسمه بشكل جيد، حيث سجل هدفا في كأس السوبر الأوروبي، وسجل هدفا في مرمى نادي بنفيكا في كأس السوبر البرتغالي، وقد سجل خمس أهداف في 32 مباراة، وكان هو الذي سدد ركلة الجزاء الترجيحية في كأس العالم للأندية في عام 2004 التي أمنت لبورتو الفوز بهذه البطولة، وفي موسم 2005–06 كان هو أكثر اللاعبين في الدوري البرتغالي صناعة للأهداف.
و يعتبر كواريسما لاعبا موهوبا، حيث حصل على العديد من الالقاب الشخصية رفقة نادي بورتو منها أفضل موهبة برتغالية ممارسة في الدوري البرتغالي أعوام 2005 و2006 و2007 و احسن صانع ألعاب في الدوري البرتغالي عامي 2006 و2007 كما حصل على جائزة أحسن لاعب في الدوري البرتغالي 2006.كما حصد الفريق في عهده العديد من الالقاب منها بطولة الدوري البرتغالي اعوام 2006 و2007 و2008 وكأس السوبر البرتغالي أعوام 2004 و 2006 وكأس الإنتركونتيننتال ويعيبه ضعفه في الناحية الدفاعية، ولكن هذا الأمر تم حله من قبل المدرب كو أدريانس، وأصبح كواريسما يفيد الفريق. لعب 149 مباراة وسجل 32 هدف خلال 4 سنوات قضاها بين أسوار النادي. ليضيء معدن اللاعب من جديد وتكون الوجهة إيطاليا عبر بوابة الإنتر.

### إنتر ميلان

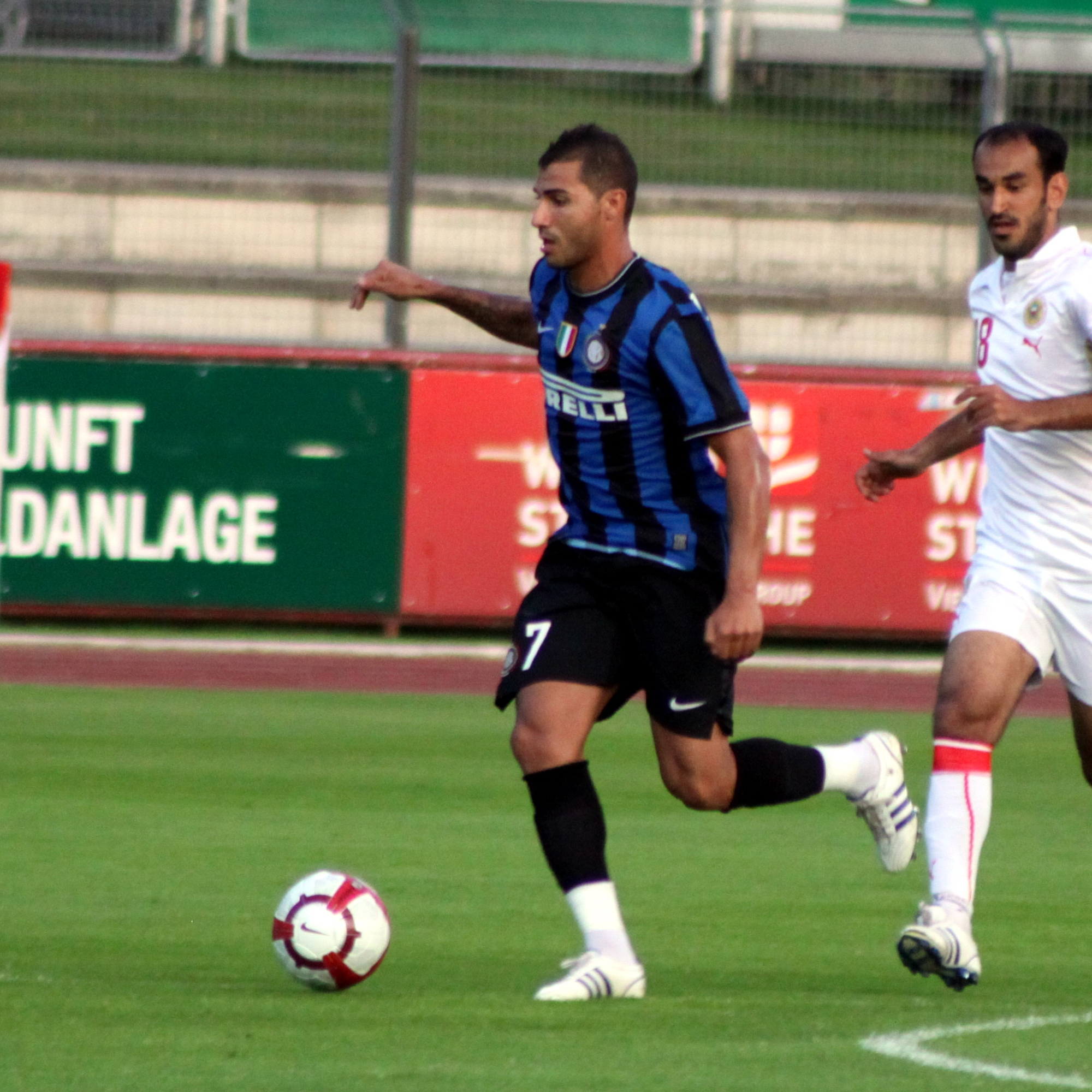
كواريسما مع إنتر ميلان.

في عام 2008 استقطب نادي إنتر ميلان المدرب جوزيه مورينهو ليكون مديراً فنياً للفريق، وكان من ضمن رغبات المدرب البرتغالي جلب مواطنه (كواريزما) إلى الإنتر وهذا ما حدث فعلاً بعد مفاوضات مارثونيه مع نادي بورتو انتهت بانتقال كواريزما إلى الإنتر بمبلغ يقارب الـ 30 مليون دولار بالإضافة إلى انتقال اللاعب الشاب فيكتور بيليه من الإنتر إلى بورتو.
قدم كواريزما مستوى لا بأس به في بداية مشواره مع الإنتر وسجل هدف في أول ظهو له أمام نادي كاتانيا،الاعب قضى داخل أسوار النادي سنة واحدة ليُعَار إلى تشيلسي الإنجليزي حيث لعب هناك 5 مباريات ولم يسجل أي هدف. ليعود إلى الإنتر مجددا حيث لم يجد مكانا للعب فيه اساسيا داخل الفريق مما حال دون مشاركته في كأس العالم 2010.و يرجع ذلك إلى أن مورينهو يعطيه فرصة كبيرة في اللعب نظرا لتواجد عدة لاعبين مميزين حينئد في الانتر كإبراهيموفيتش مثلا كما لم يساعده على تنمية مستواه.

### بشكتاش

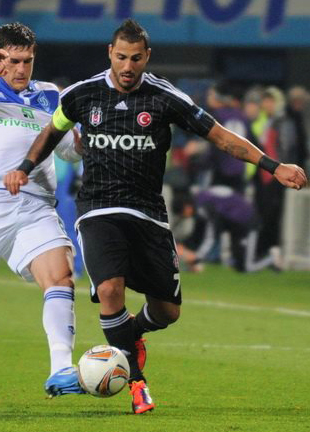
كواريسما يلعب مع بشكتاش في الدوري الأوروبي 2011–12.

يوم 13 يونيو 2010، وقع البرتغالي عقدا لمدة 3 سنوات مع راتب سنوي قدره 3,5 مليون اورو لنادي بشكتاش التركي، وسجل هدفه الأول لنادي بشكتاش التركي خلال المباراة التي جمعت بين فريقه وفيكتوريا بلزن للجولة الثالثة من تصفيات الدوري الأوروبي.لعب ريكاردو كواريزما بشكل جيد مع فريق بشكتاش حيث سجل 27 هدف في 73 مباراة خاضها كما أعطى سيلاً من التمريرات الحاسمة للاعبي الفريق الذين اقتنصوا معظمها.كما لعب بشكل مميز في كأس تركيا عام 2011 حيث اختير احسن لاعب فيها وسجل في مباراة النهاية حيث فازوا بالضربات الترجيحية ليحرزوا كأس تركيا 2011.كما أن ريكاردوا أظهر علو كعبه بعد أن تلاعب بالدفاعات التركية هناك وذلك للمميزات الكروية التي يمتلكها٬وهذا معروف عنه فهو لاعب مهاري.الا ان الاصابات المتكررة فكل لاعب مهدد ومتابع من لعنة الإصابات فهناك من تنهي مسارهم الرياضي مبكراً، فكواريسما أيضاً كان له تاريخ حافل مع الإصابات رغم أنها أثرت على مستواه فريكي لازال يعطينا أكثر مما كنا نتوقعه. كانت أول إصابات الاعب موسم 10–11 بعد تمزق في العضلات دفعته للغياب عن الملاعب لمدة شهر من 10–01 إلى 11–01 ليعود الموسم الذي يليه 11–12 ليعاني من مشاكل في الرباط الصليبي حيث غاب منذ 12–08–2011 إلى 26–01–2012. والمشاكل مع إدارة الفريق للاعب آلت لتركه اخيرا للفريق بعد عامين حافلين قضاهما في فريق بشكتاش.

### الأهلي
توجه اللاعب إلى الدوري الإماراتي مجاناً إلى فريق الأهلى.
وسجل ريكاردو كواريسما أول هدف له في البطولة ضد نادي الإمارات دبا الفجيرة.
28 مايو 2013، حيث حقق رفقة الأهلى كأس الإمارات سنة 2013 و أيضاً في نفس السنة كأس السوبر الإماراتي.
كان اختيار خاطئ للاعب ومسيرة خليجية غير ناجحة بلعبه 12 مباراة فقط رغم تسجيله 3 أهداف ومنحه ل 3 تمريرات حاسمة.

### العودة إلى بورتو
عاد كواريسما إلى بورتو في 1 يناير 2014، حيث استقبله أكثر من 10.000 الآف مشجع في مقر التدريب. سجل في أول مباراة أوروبية له ضد آينتراخت فرانكفورت في الدور 32 من الدوري الأوروبي في 20 فبراير (2–2 تعادل)، ثم سجل هدف في مباراة التعادل 2–2 أمام نابولي على ملعب سان باولو. في ربع النهائي من نفس المسابقة، سجل هدف شرفي في مباراة الخسارة 1–4 أمام إشبيلية.
في 15 أبريل 2015، سجل كواريسما هدفين في أول عشر دقائق، حيث فاز بورتو على بايرن ميونيخ 3–1 في مباراة الذهاب من ربع نهائي دوري أبطال أوروبا.

### العودة إلى بشكتاش
عاد كواريسما إلى بشكتاش في يوليو 2015، حيث استقبله حشد من الآلاف في مطار أتاتورك في اسطنبول. وقال إن هدفه هو الفوز بالدوري مع الفريق، والذي تحقق في النهاية واحتفظ به في الموسم التالي أيضًا.
في 26 فبراير 2018، سجل كواريسما هدف ضد فنربخشة في مباراة الفوز 3–1.

## مسيرته الدولية

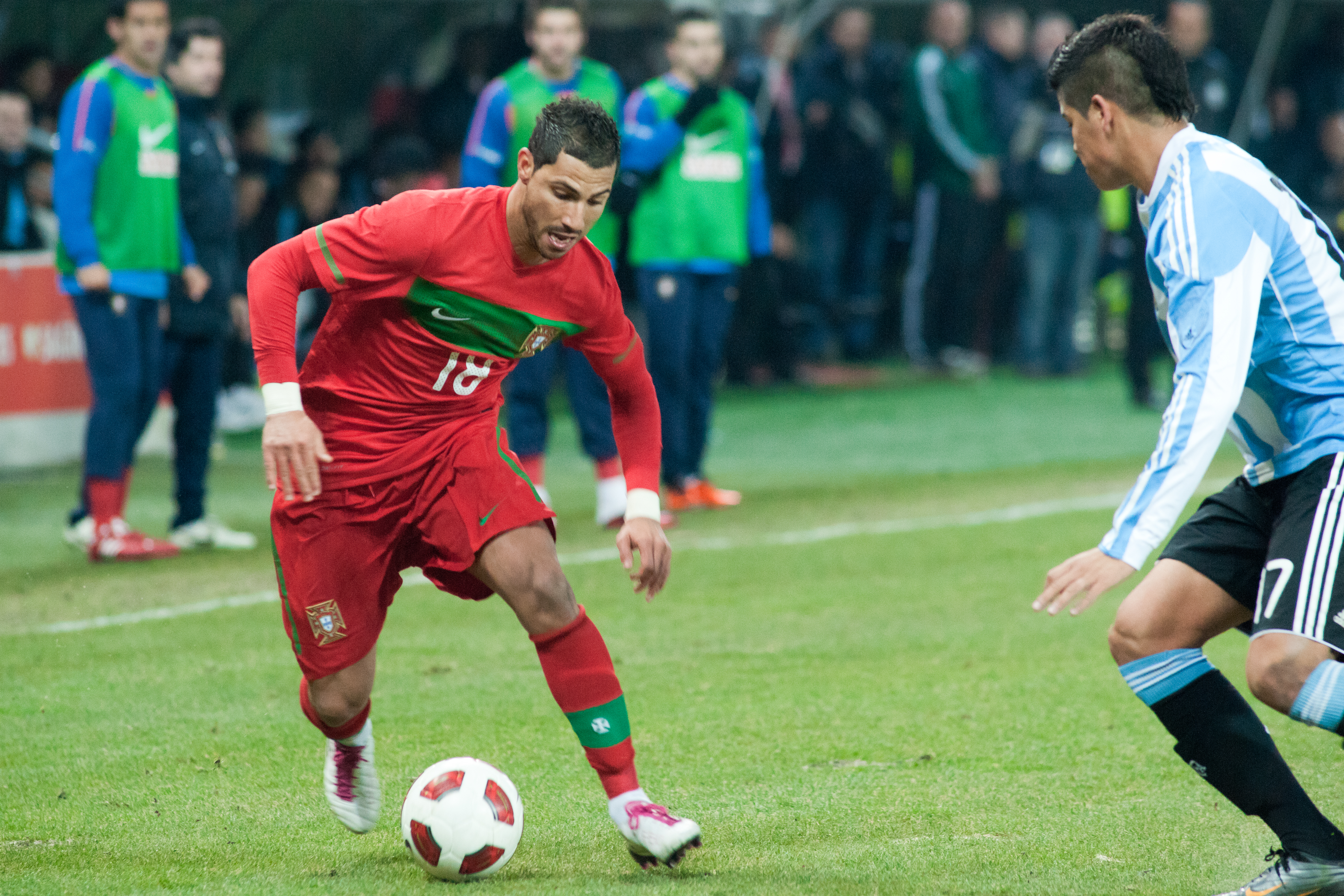
كواريسما يلعب مع البرتغال ضد الأرجنتين في فبراير 2011.

كان أول حضور لريكاردو مع منتخب البرتغال تحت 17 سنة في عام 2000 وحقق كواريسما أول لقب له مع منتخب شباب البرتغال وهي بطولة أوروبا تحت 17 سنة.
سنة 2002 اعتبر من مواهب وأمال الكرة البرتغالية، وكانت أول مباراة دولية لريكاردو كواريسما مع منتخب البرتغال الأول ضد بوليفيا، ليفقد بعدها شرف المشاركة في بطولة أمم أوروبا 2008 والألعاب الأولمبية الصيفية 2004 في اليونان بعد إصابته في مباراة برشلونة ضد إسبانيول التي كلفته الابتعاد عن الملاعب لمدة 3 أشهر. لكن أداءه المميز مع بورتو جعله يكسب مركز مع منتخب بلاده في تصفيات كأس العالم 2006، وشارك في مباراة الفوز 2–0 على سلوفاكيا لكن تم أستبعاده من القائمة النهائية المشاركة في كأس العالم 2006 من قبل المدرب لويس فيليبي سكولاري.
في فبراير 2007، شارك كواريسما في مباراة ودية أمام البرازيل على ملعب الإمارات، حيث صنع هدف في مباراة الفوز 2–0 وتم أختياره كرجل المباراة. في 24 مارس، سجل هدفه الأول للمنتخب الوطني في مباراة هزيمة بلجيكا 4–0 في تصفيات بطولة أمم أوروبا 2008، التي أقيمت في مسقط رأسه، واختير للنهائيات في النمسا وسويسرا. شارك لأول مرة في البطول كبديل عن سيماو سابروسا في الدقائق العشر الأخيرة من المباراة الثانية في دور المجموعات ضد التشيك (سجل في الوقت المحتسب بدل الضائع ليساهم في الفوز 3–1). شارك كأساسي في المباراة التالية التي خسروها 0–2 أمام سويسرا، حيث لم يشارك 9 من 11 لاعب من التشكيلة الأساسية للراحة.
في أغسطس 2010، بعد ما يقرب من عامين من الغياب، تم استدعاءه إلى مباراتي تصفيات بطولة أمم أوروبا 2012 ضد قبرص والنرويج التي كبديل عن المصاب كريستيانو رونالدو.

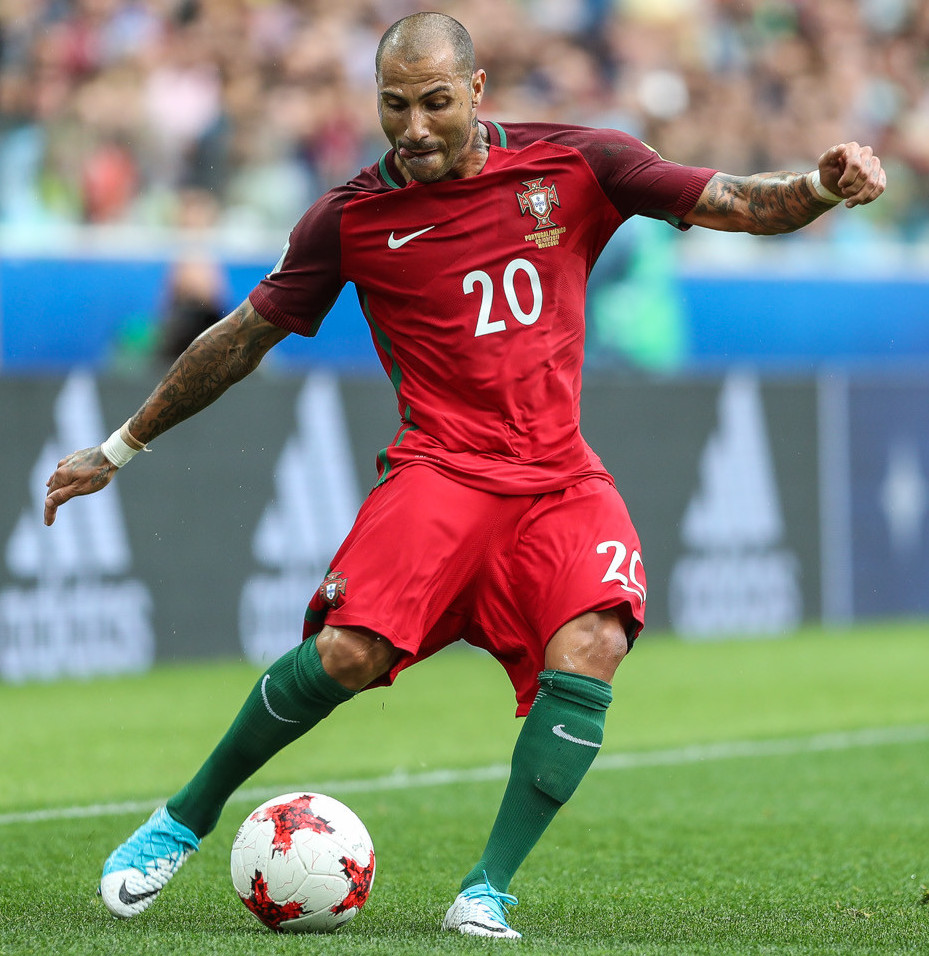
كواريسما يلعب مع البرتغال ضد المكسيك في كأس القارات 2017.

بعد فشله بالانضمام للمنتخب في بطولة أمم أوروبا 2012، وأيضاً تورطة في حادثة تدريبية مع زميله ميغيل لوبيز، تم اختيار كواريسما في التشكيلة المبدئية المؤلفة من 30 لاعباً من البرتغال للمشاركة في كأس العالم 2014، ولكن لم يتم استدعاءه للقائمة النهائية.
سجل كواريسما هدف من ضربة جزاء ليكون هذا الهدف هو الهدف الدولي الأول منذ أكثر من ست سنوات في مباراة ودية مع فرنسا يوم 11 أكتوبر 2014، ولكن خسروا المباراة بنتيجة 1–2. ثم تم اختياره لبطولة أمم أوروبا 2016، حيث سجل هدف المباراة الوحيد –في الدقيقة 117– في مباراة الفوز في الستة عشر على كرواتيا. بعد خمسة أيام، في مباراة دور ربع النهائي ضد بولندا سجل ركلة الجزاء الفوز في مباراة الفوز بركلات الترجيح بعد التعادل 1–1 بعد الوقت الإضافي. في المباراة النهائية ضد المستضيف فرنسا في 10 يوليو، دخل كبديل للقائد كريستيانو رونالدو بعد أن أجبر على الخروج في في 25 دقيقة بسبب اصابة تعرض بعد اصطدام مع ديميتري باييت، وأنتهت المباراة بفوز منتخب بلاده 1–0 في ليحقق أول لقب دولي لمنتخب بلاده عبر التاريخ.
تم اختيار كواريسما في القائمة النهائية المشاركة في كأس القارات 2017. سجل هدف الافتتاح من مباراة التعادل 2–2 مع المكسيك في مرحلة المجموعات، وأنهى منتخبه البطولة في المركز الثالث.
بعد خمسة عشر عامًا من أول مشاركة له، تم اختيار كواريسما لتشكيلة منتخب بلاده المشاركة في كأس العالم للمرة الأولى، وهي نسخة 2018 التي أقيمت في روسيا. في مباراة البرتغال الثالثة في كأس العالم ضد منتخب إيران، سجل هدف منتخبه الوحيد في المباراة التي أنتهت بالتعادل 1–1، ليقود منتخبه إلى دور الستة عشر من البطولة.

## الإحصائيات

### النادي
آخر تحديث 9 ديسمبر 2018.
| النادي         | الموسم                             | الدوري             | الدوري | الدوري  | الكأس الوطني | الكأس الوطني | كأس الدوري | كأس الدوري | أوروبا | أوروبا  | أخرى   | أخرى    | المجموع | المجموع |
| النادي         | الموسم                             | الدرجة             | الظهور | الأهداف | الظهور       | الأهداف      | الظهور     | الأهداف    | الظهور | الأهداف | الظهور | الأهداف | الظهور  | الأهداف |
| -------------- | ---------------------------------- | ------------------ | ------ | ------- | ------------ | ------------ | ---------- | ---------- | ------ | ------- | ------ | ------- | ------- | ------- |
| سبورتينغ       | 2001–02                            | الدوري البرتغالي   | 28     | 3       | 6            | 2            | —          | —          | 2      | 0       | —      | —       | 36      | 5       |
| سبورتينغ       | 2002–03                            | الدوري البرتغالي   | 31     | 5       | 2            | 0            | —          | —          | 4      | 0       | 1      | 0       | 38      | 5       |
| سبورتينغ       | المجموع                            | المجموع            | 59     | 8       | 8            | 2            | —          | —          | 6      | 0       | 1      | 0       | 74      | 10      |
| برشلونة        | 2003–04                            | الدوري الإسباني    | 22     | 1       | 2            | 0            | —          | —          | 4      | 0       | —      | —       | 28      | 1       |
| بورتو          | 2004–05                            | الدوري البرتغالي   | 32     | 5       | 1            | 0            | —          | —          | 8      | 0       | 3      | 2       | 44      | 7       |
| بورتو          | 2005–06                            | الدوري البرتغالي   | 29     | 5       | 4            | 0            | —          | —          | 6      | 0       | —      | —       | 39      | 5       |
| بورتو          | 2006–07                            | الدوري البرتغالي   | 26     | 6       | 1            | 0            | —          | —          | 8      | 2       | 1      | 0       | 36      | 8       |
| بورتو          | 2007–08                            | الدوري البرتغالي   | 27     | 8       | 3            | 1            | —          | —          | 8      | 2       | 1      | 0       | 39      | 11      |
| بورتو          | المجموع                            | المجموع            | 114    | 24      | 9            | 1            | —          | —          | 30     | 4       | 5      | 2       | 158     | 31      |
| إنتر ميلان     | 2008–09                            | الدوري الإيطالي    | 13     | 1       | 0            | 0            | —          | —          | 6      | 0       | —      | —       | 19      | 1       |
| إنتر ميلان     | 2009–10                            | الدوري الإيطالي    | 11     | 0       | 0            | 0            | —          | —          | 2      | 0       | —      | —       | 13      | 0       |
| إنتر ميلان     | المجموع                            | المجموع            | 24     | 1       | 0            | 0            | —          | —          | 8      | 0       | —      | —       | 32      | 1       |
| تشيلسي (إعارة) | 2008–09                            | الدوري الإنجليزي   | 4      | 0       | 1            | 0            | —          | —          | —      | —       | —      | —       | 5       | 0       |
| بشكتاش         | 2010–11                            | الدوري التركي      | 21     | 3       | 8            | 3            | —          | —          | 10     | 5       | —      | —       | 39      | 11      |
| بشكتاش         | 2011–12                            | الدوري التركي      | 25     | 5       | 1            | 0            | —          | —          | 8      | 2       | —      | —       | 34      | 7       |
| بشكتاش         | المجموع                            | المجموع            | 46     | 8       | 9            | 3            | —          | —          | 18     | 7       | —      | —       | 73      | 18      |
| الأهلي         | الدوري الإماراتي للمحترفين 2012–13 | دوري الخليج العربي | 10     | 2       | 1            | 1            | —          | —          | —      | —       | —      | —       | 11      | 3       |
| بورتو          | الدوري البرتغالي الممتاز 2013–14   | الدوري البرتغالي   | 12     | 4       | 3            | 1            | 3          | 1          | 6      | 3       | —      | —       | 24      | 9       |
| بورتو          | 2014–15                            | الدوري البرتغالي   | 30     | 6       | 0            | 0            | 3          | 1          | 10     | 3       | —      | —       | 43      | 10      |
| بورتو          | المجموع                            | المجموع            | 42     | 10      | 3            | 1            | 6          | 2          | 16     | 6       | —      | —       | 67      | 19      |
| بشكتاش         | 2015–16                            | الدوري التركي      | 26     | 4       | 5            | 0            | —          | —          | 6      | 1       | —      | —       | 37      | 5       |
| بشكتاش         | 2016–17                            | الدوري التركي      | 29     | 2       | 3            | 1            | —          | —          | 11     | 3       | 1      | 0       | 44      | 6       |
| بشكتاش         | 2017–18                            | الدوري التركي      | 26     | 4       | 3            | 1            | —          | —          | 7      | 0       | 1      | 0       | 37      | 5       |
| بشكتاش         | 2018–19                            | الدوري التركي      | 13     | 2       | 0            | 0            | —          | —          | 7      | 1       | —      | —       | 20      | 3       |
| بشكتاش         | المجموع                            | المجموع            | 94     | 12      | 11           | 2            | —          | —          | 31     | 5       | 2      | 0       | 138     | 19      |
| الإجمالي       | الإجمالي                           | الإجمالي           | 415    | 66      | 44           | 10           | 6          | 2          | 113    | 22      | 8      | 2       | 586     | 102     |

1. ↑  جميع المباريات في كأس البرتغال وكأس ملك إسبانيا وكأس الاتحاد الإنجليزي وكأس تركيا وكأس رئيس دولة الإمارات
2. ↑  جميع المباريات في كأس الدوري البرتغالي
3. 1 2  جميع المباريات في الدوري الأوروبي
4. ↑  مباراتين في الدوري الأوروبي ومبارتين في دوري أبطال أوروبا
5. 1 2 3  Aجميع المباريات في كأس السوبر البرتغالي
6. 1 2 3 4 5 6 7 8  جميع المباريات في دوري أبطال أوروبا
7. ↑  مباراة واحدة وهدف في الدوري الأوروبي ومباراة واحدة في كأس الإنتركونتيننتال مباراة واحدة وهدف واحد في كأس السوبر البرتغالي
8. 1 2 3 4 5  جميع المباريات الدوري الأوروبي
9. ↑  ست مباريات وثلاثة أهداف في دوري أبطال أوروبا، خمس مباريات في الدوري الأوروبي
10. 1 2  جميع المباريات في كأس السوبر التركي

### المنتخب

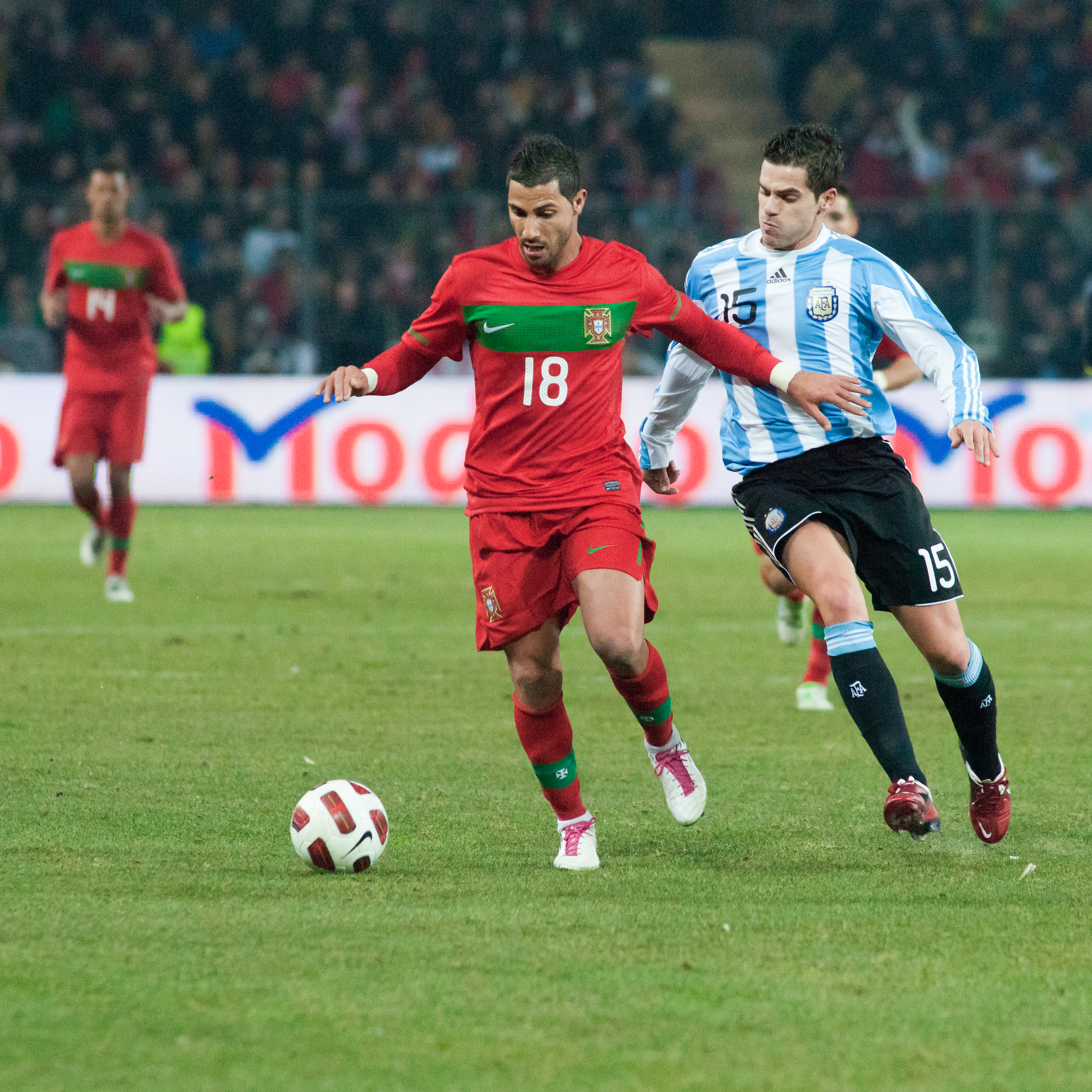
كواريسما يلعب مع البرتغال في مباراة ودية ضد الأرجنتين، فبراير 2011.

آخر تحديث 30 يونيو 2018.
| المنتخب الوطني | العام   | الظهور | الأهداف |
| -------------- | ------- | ------ | ------- |
| البرتغال       | 2003    | 1      | 0       |
| البرتغال       | 2004    | 1      | 0       |
| البرتغال       | 2005    | 2      | 0       |
| البرتغال       | 2006    | 2      | 0       |
| البرتغال       | 2007    | 12     | 1       |
| البرتغال       | 2008    | 7      | 2       |
| البرتغال       | 2010    | 2      | 0       |
| البرتغال       | 2011    | 5      | 0       |
| البرتغال       | 2012    | 3      | 0       |
| البرتغال       | 2014    | 4      | 1       |
| البرتغال       | 2015    | 6      | 0       |
| البرتغال       | 2016    | 17     | 4       |
| البرتغال       | 2017    | 10     | 1       |
| البرتغال       | 2018    | 8      | 1       |
| المجموع        | المجموع | 80     | 10      |

### الأهداف الدولية
آخر تحديث 25 يونيو 2018.
(قائمة الأهداف والنتائج مع منتخب البرتغال الأول).
| #  | التاريخ        | المكان                                | المباراة | الخصم          | الهدف | النتيجة      | المسابقة                     |
| -- | -------------- | ------------------------------------- | -------- | -------------- | ----- | ------------ | ---------------------------- |
| 1  | 24 مارس 2007   | ملعب جوزيه ألفالادي، لشبونة، البرتغال | 4        | بلجيكا         | 3–0   | 4–0          | تصفيات بطولة أمم أوروبا 2008 |
| 2  | 6 فبراير 2008  | ملعب ليتزيغروند، زيورخ، سويسرا        | 15       | إيطاليا        | 1–2   | 1–3          | ودية                         |
| 3  | 11 يونيو 2008  | ملعب جنيف، جنيف، سويسرا               | 18       | جمهورية التشيك | 3–1   | 3–1          | بطولة أمم أوروبا 2008        |
| 4  | 11 أكتوبر 2014 | ملعب فرنسا، سان دوني، فرنسا           | 32       | فرنسا          | 1–2   | 1–2          | ودية                         |
| 5  | 29 مايو 2016   | ملعب التنين، بورتو، البرتغال          | 48       | النرويج        | 1–0   | 3–0          | ودية                         |
| 6  | 8 يونيو 2016   | ملعب دا لوز، لشبونة، البرتغال         | 50       | إستونيا        | 2–0   | 7–0          | ودية                         |
| 7  | 8 يونيو 2016   | ملعب دا لوز، لشبونة، البرتغال         | 50       | إستونيا        | 6–0   | 7–0          | ودية                         |
| 8  | 25 يونيو 2016  | ملعب بولار دولولي، لنس، فرنسا         | 54       | كرواتيا        | 1–0   | 1–0 (ب.و.إ.) | بطولة أمم أوروبا 2016        |
| 9  | 18 يونيو 2017  | كازان أرينا، كازان، روسيا             | 66       | المكسيك        | 1–0   | 2–2          | كأس القارات 2017             |
| 10 | 25 يونيو 2018  | موردوفيا أرينا، سارانسك، روسيا        | 79       | إيران          | 1–0   | 1–1          | كأس العالم 2018              |

## الإنجازات

### النادي
سبورتينغ لشبونة
- الدوري البرتغالي الممتاز (1): 2001–02[39]
- كأس البرتغال (1): 2001–02[39]
- كأس السوبر البرتغالي (1): 2002[40]

 بورتو
- الدوري البرتغالي الممتاز (3): 2005–06، 2006–07، 2007–08
- كأس البرتغال (1): 2005–06[42]
- كأس السوبر البرتغالي (2): 2004، 2006
- كأس الإنتركونتيننتال (1): 2004

 إنتر ميلان
- الدوري الإيطالي (1): 2009–10
- دوري أبطال أوروبا (1): 2009–10

 بشكتاش
- الدوري التركي الممتاز (2): 2015–16،[43] 2016–17[44]
- كأس تركيا (1): كأس تركيا 2010–11[45]

 الأهلي
- كأس رئيس دولة الإمارات (1): 2012–13[46]

### المنتخب
البرتغال
- بطولة أمم أوروبا (1): 2016[47]
- بطولة أوروبا تحت 16 سنة (1): 2000

### الفردية
- لاعب الشهر في الدوري البرتغالي (4): نوفمبر 2005، ديسمبر 2005، نوفمبر 2006، ديسمبر 2006
- جائزة أفضل لاعب في الدوري البرتغالي (1): 2006

## وصلات خارجية
- ريكاردو كواريسما على موقع الاتحاد الدولي (مؤرشف)  (الإنجليزية)
- ريكاردو كواريسما على موقع الاتحاد الأوربي (الإنجليزية)
- ريكاردو كواريسما على موقع اتحاد تركيا (لاعب) (الإنجليزية)
- ريكاردو كواريسما على موقع قاعدة بيانات كرة القدم.إي يو (الإنجليزية)
- ريكاردو كواريسما على موقع ليكيب (الفرنسية)
- ريكاردو كواريسما على موقع ناشيونال فوتبول تيمز (الإنجليزية)
- ريكاردو كواريسما على موقع Soccerbase.com (لاعب) (الإنجليزية)
- ريكاردو كواريسما على موقع Soccerway.com (الإنجليزية)
- ريكاردو كواريسما على موقع عالم كرة القدم.نت (الإنجليزية)
- ريكاردو كواريسما على موقع كووورة